# Mustafa al IV-lea
Mustafa al IV-lea (în turcă otomană مصطفى رابع, transliterat: Muṣṭafā-yi rābi, n. 8 septembrie 1779, Constantinopol, Imperiul Otoman – d. 17 noiembrie 1808, Constantinopol, Imperiul Otoman) a fost sultanul Imperiului Otoman din 1807 până în 1808.

## Primii ani
Născut în Constantinopol, Mustafa al IV-lea a fost fiul lui Sultan Abdülhamid I (1774-1789) și Sineperver Sultan. [1]
Atât el, cât și fratele său, Mahmud al II-lea, au fost ultimii membri masculi rămași ai casei lui Osman I după vărul lor, sultanul reformist Selim III (1789-1807). Prin urmare, numai ei au fost eligibili să moștenească tronul din Selim, prin care au fost tratați favorabil. Din moment ce Mustafa era bătrân, el a avut prioritate asupra fratelui său pe tron. În timpul domniei sale scurte, Mustafa și-ar salva viața vărului și i-a ordonat să fie ucis. Mustafa era prințul favorit al coroanei sultanului Selim al III-lea, dar el și-a înșelat vărul și a cooperat cu rebeli pentru a-și lua tronul.

## Domnia
Mustafa a venit pe tron în urma evenimentelor turbulente care au condus la fatwa împotriva lui Selim pentru "a introduce printre musulmani manierele necredincioșilor și a arătat intenția de a suprima pe janiseri". [3] Selim a fugit la palat, unde a jurat verișorului său ca noul sultan și a încercat să se sinucidă. Mustafa și-a cruțat viața, zdrobind o ceașcă de otrava pe care vărul său a încercat să o bea.
Structura lui Mustafa a fost turbulentă. Imediat după ce au urcat pe tron, ieniserii s-au răsculat prin Constantinopol, jefuind și omorând pe cineva care părea să-l susțină pe Selim [4] Mai amenințătoare, însă, a fost un armistițiu semnat cu rușii, care la eliberat pe Mustafa Bayrakdar, un comandant proreformist staționat pe Dunăre pentru a-și muta armata înapoi în Constantinopol într-un efort de a restabili Selim. Cu ajutorul Marelui Vizir al Adrianopolului, armata a mers în capitală și a prins palatul. [3]
Încercându-și să-și păstreze poziția, poziționându-se singurul moștenitor supraviețuitor al lui Osman, Mustafa a ordonat atât lui Selim, cât și fratelui său Mahmud, ucis la Palatul Topkapı din Constantinopol. Apoi ia poruncit gardienilor să-i arate corpului rebelilor Selim [4] și l-au aruncat cu promptitudine în curtea interioară a palatului. Mustafa și-a înălțat apoi tronul, presupunând că și Mahmud era mort, dar prințul se ascundea în cuptorul unei băi. La fel cum rebelii au cerut ca Mustafa "să-și dea locul într-un loc mai bun", a dezvăluit Mahmud, iar Mustafa a fost înlăturată. Eșecul domniei sale scurte a împiedicat eforturile de a anula reformele, care au continuat sub Mahmud.

## Moartea
Mustafa a fost mai târziu ucis pe ordinele lui Mahmud la 16 noiembrie 1808 și a fost îngropat în mausoleul tatălui său.

## Familie
consorts
Șevkinur Kadın (mort în 1812, îngropat în Mausoleul lui Abdulhamid I, Istanbul), consortul principal [6]
Seyyare Kadın (a murit în 1817, îngropat în Mausoleul lui Abdulhamid I, Istanbul), al doilea consort;